# Jessica Tatti

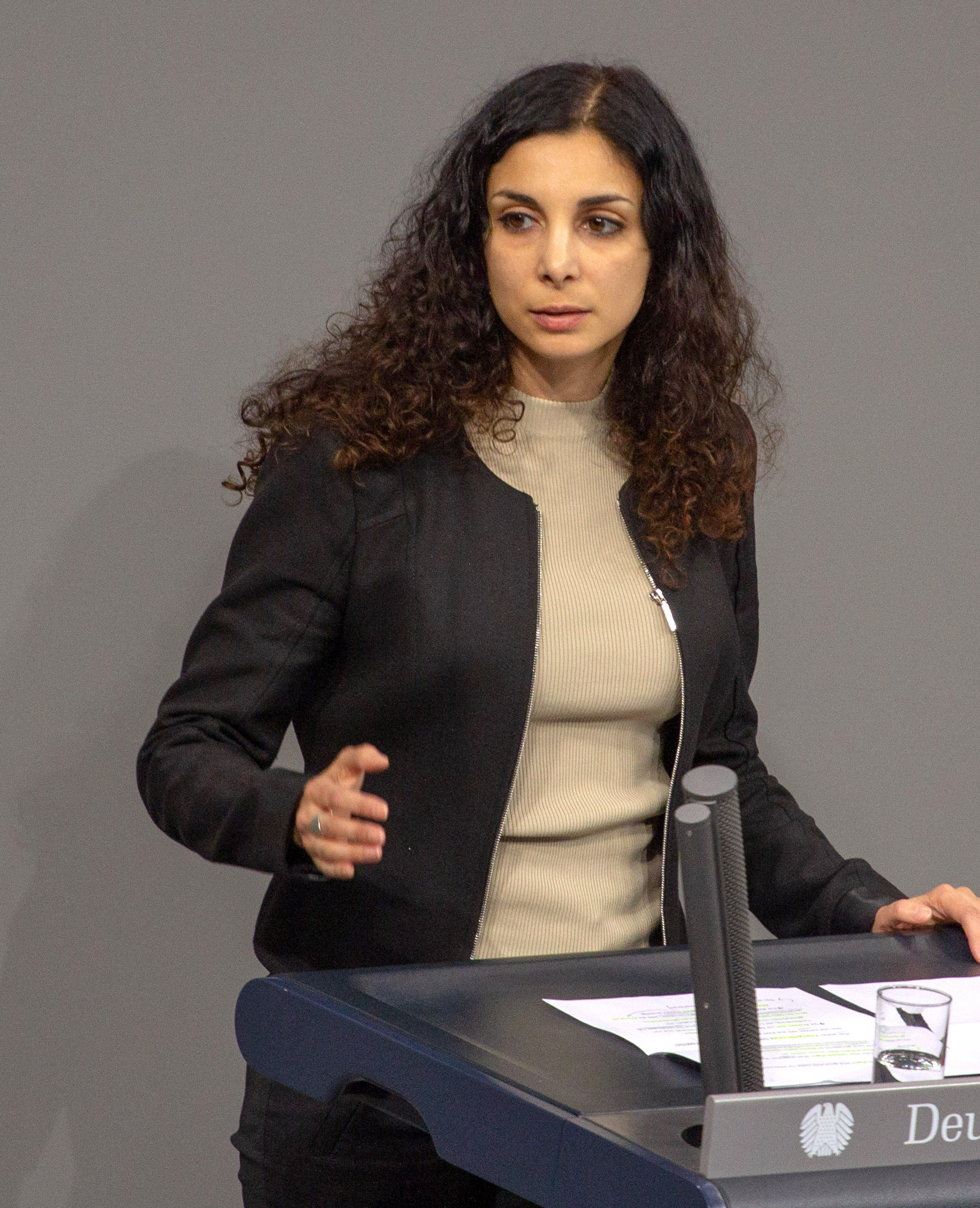
Jessica Tatti im Plenarsaal des Deutschen Bundestages, 11. April 2019

Jessica Nadine Tatti (geboren am 22. April 1981 in Marbach am Neckar) ist eine deutsche Politikerin (BSW, zuvor Die Linke). Ab Oktober 2017 war sie bis März 2025 Mitglied des Deutschen Bundestages und dort seit Februar 2024 Parlamentarische Geschäftsführerin der Gruppe BSW. Seit Oktober 2024 ist sie Co-Vorsitzende des BSW Baden-Württemberg.

## Leben
Jessica Tatti wurde am 22. April 1981 in Marbach am Neckar als Kind sardischer Eltern geboren und wuchs im Landkreis Heilbronn auf.
Sie studierte Soziale Arbeit an der Evangelischen Hochschule in Ludwigsburg und war nach ihrem Bachelor-Abschluss im entsprechenden Berufsfeld angestellt: 2010 zog sie nach Reutlingen und war dort zunächst in der städtischen Jugendarbeit tätig; vor ihrem Bundestagsmandat arbeitete sie zuletzt im Sozialdienst bei der Flüchtlingsbetreuung für den Esslinger Kreisverband der Arbeiterwohlfahrt.
Jessica Tatti ist Mitglied der Gewerkschaft ver.di, des Deutschen Mieterbundes und des spezifisch in Reutlingen aktiven Arbeiterbildung e. V. (dort im ehrenamtlichen Vorstand) und im Trägerverein des Kulturzentrums franz.K.

## Politik
2010 trat Tatti der Partei Die Linke bei. Im Jahr darauf wurde sie in den Reutlinger Kreisvorstand der Linken gewählt; von 2013 bis 2018 gehörte sie auch dem erweiterten Vorstand des baden-württembergischen Landesverbands ihrer Partei an.
Gemeinsam mit dem Rechtsanwalt Thomas Ziegler war sie ab 2014 im Stadtrat von Reutlingen als eine von zwei Mandatsträgern der dortigen Linken Liste – einer auch für Nicht-Parteimitglieder offenen Wahlliste – vertreten. Mit einem Stimmenanteil der Linken Liste von 5,7 Prozent bei der Kommunalwahl 2014 in Reutlingen hatte die Liste den ab drei Stadträten vorgesehenen Fraktionsstatus im insgesamt 40 Mitglieder zählenden Stadtparlament verfehlt. Als Gemeinderätin war Jessica Tatti unter anderem Mitglied des städtischen Verwaltungs-, Kultur- und Sozialausschusses sowie des Schulbeirats und in den Aufsichtsräten der Reutlinger Stadtverkehrsgesellschaft, der GWG-Wohnungsgesellschaft Reutlingen mbH und der Stadthalle Reutlingen GmbH.
Bei der Landtagswahl in Baden-Württemberg 2016 kandidierte Tatti erfolglos im Wahlkreis Reutlingen für die Linke mit einem Ergebnis von 3,4 Prozent.
Im Oktober 2023, mit der Vorstellung des Vereins BSW – Für Vernunft und Gerechtigkeit, trat Tatti mit neun weiteren Bundestagsabgeordneten aus der Linkspartei aus. Im Januar 2024 wurde sie Mitglied der auf dem Verein aufgebauten Partei Bündnis Sahra Wagenknecht (BSW).
Beim Gründungsparteitag des Landesverbandes Baden-Württemberg des BSW am 20. Oktober 2024 wurde Tatti zur Co-Landesvorsitzenden gewählt. Der Landesparteitag am 22. Dezember 2024 hat Tatti mit 98,1 Prozent der Stimmen auf Platz eins und somit zur Spitzenkandidatin Baden-Württemberg der Landesliste für die vorgezogene Bundestagswahl 2025 gewählt.

## Abgeordnetentätigkeit
Nachdem Tatti bei der Bundestagswahl 2017 als Wahlkreiskandidatin der Linken im Bundestagswahlkreis Reutlingen mit einem Vor-Ort-Ergebnis von 6,2 Prozent der Erst- und 6,1 Prozent der Zweitstimmen über den Platz 5 der Landesliste ihrer Partei ein Mandat im Bundestag erlangt hatte, rückte für sie im November 2017 im Gemeinderat Reutlingen Rüdiger Weckmann nach.
Im 19. Deutschen Bundestag war Tatti Schriftführerin und ordentliches Mitglied im Ausschuss für Arbeit und Soziales sowie stellvertretendes Mitglied im  Ausschuss für Wirtschaft und Energie und im am 25. April 2018 eingesetzten Ausschuss für Bau, Wohnen, Stadtentwicklung und Kommunen. Darüber hinaus gehörte sie der Parlamentariergruppe Westafrika an, dessen stellvertretende Vorsitzende sie war, und wurde Mitglied in der am 27. September 2018 gegründeten Enquete-Kommission Künstliche Intelligenz – Gesellschaftliche Verantwortung und wirtschaftliche, soziale und ökologische Potenziale.
Innerhalb der Linksfraktion während der 19. Legislaturperiode gehörte Tatti zur sechsköpfigen baden-württembergischen Landesgruppe der Linken im Bundestag und war fachpolitische Sprecherin zum Thema Arbeit 4.0. Ihre inhaltlichen Schwerpunkte lagen in der Sozial- und Arbeitsmarktpolitik.
Bei der Bundestagswahl 2021 kandidierte Tatti auf Platz 3 der Landesliste und errang erneut ein Mandat.
Im 20. Deutschen Bundestag war sie Ordentliches Mitglied im Ältestenrat und stellvertretendes Mitglied im Ausschuss für Arbeit und Soziales.
Ab deren Anerkennung am 2. Februar 2024 gehörte sie der Gruppe BSW an und war deren Parlamentarische Geschäftsführerin.